# Gyratrix hermaphroditus
Gyratrix hermaphroditus is een platworm (Platyhelminthes). De worm is tweeslachtig. De soort leeft in het brak- tot zoetwater 

## Voorkomen
Gyratrix hermaphroditus komt wereldwijd voor op een hoogte van zeeniveau tot 2000 meter .

## Taxonomie
De wetenschappelijke naam van de soort werd voor het eerst geldig gepubliceerd in 1831 door Ehrenberg.